# SN 1999em
SN 1999em – supernowa typu II-P odkryta 31 października 1999 roku w galaktyce NGC 1637. Jej maksymalna jasność wynosiła 13,79m.